# Sophie Reimers
Petra Sophie Christine Reimers (Bergen, 19 aprile 1853 – Oslo, 9 aprile 1932) è stata un'attrice norvegese.

## Biografia

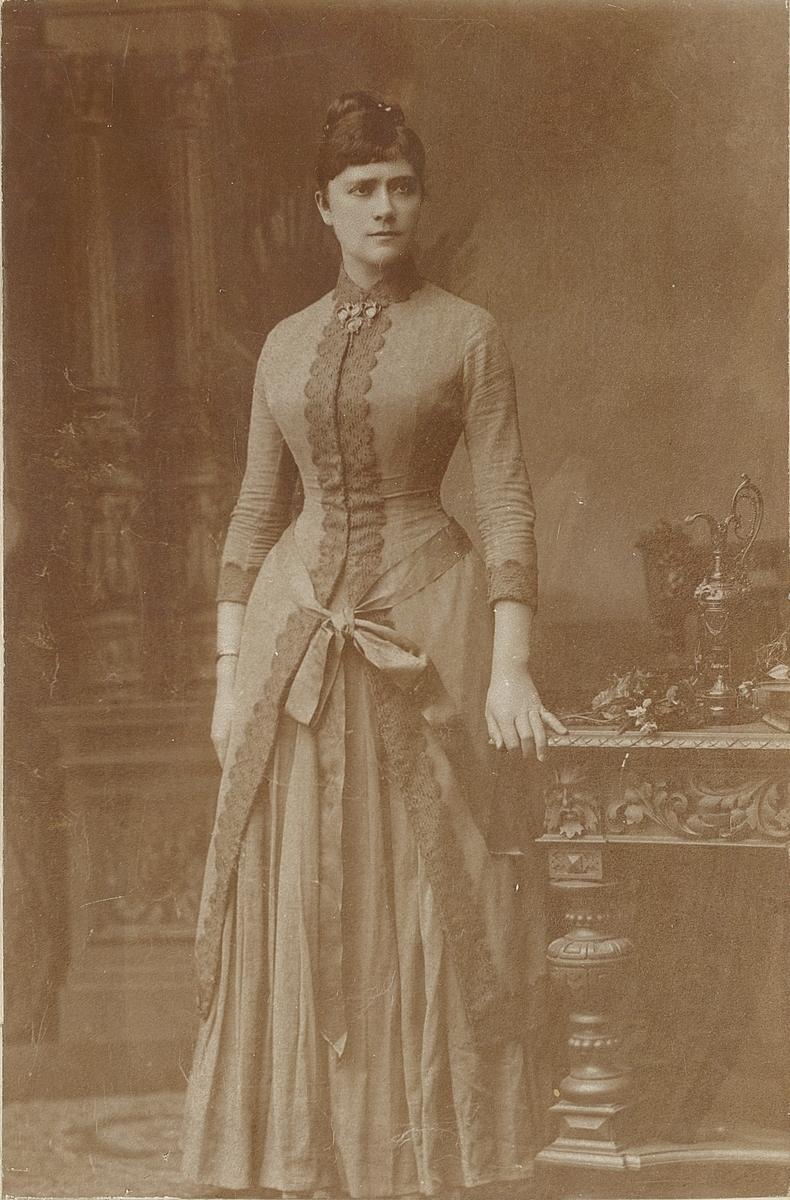
Sophie Reimers nel ruolo di Rebecca West in La casa dei Rosmer di Henrik Ibsen

Sophie Reimers era sorella dell'attore Hieronymus Arnoldus Reimers (1844-1899).
Ha debuttato nel 1879 al teatro Den Nationale Scene di Bergen, successivamente è stata attiva al Christiania theater (dal 1881) per poi passare al Teatro Nazionale (1899-1932), entrambi di Oslo. Ha iniziato la sua carriera come attrice tragica, per poi passare gradualmente a ruoli comici, fra cui si ricorda quello di Grete in Kierlighed uden strømper di Johan Herman Wessel.
Ha preso parte al film norvegese La fidanzata di Glomdal del 1926.

## Filmografia
- La fidanzata di Glomdal (Glomdalsbruden), regia di Carl Theodor Dreyer (1926)

## Opere letterarie
- Teaterminder: fra Kristiania teater, Kristiania, ed. Cammermeyer, 1919[1] (memorie teatrali)